# Jean-Baptiste Selves
Pour les articles homonymes, voir Selves.
Jean-Baptiste Selves, né 17 octobre 1756 à Montauban et mort le 16 juillet 1823 à Paris, est un avocat au Parlement de Toulouse, ex-président du tribunal criminel du Lot, législateur, juge de la cour de justice criminelle et spéciale de Paris.

## Biographie
Il exerce dans sa jeunesse la profession d'avocat au parlement de Toulouse et remplit en même temps les fonctions de juge au présidial et à la cour prévôtale de Montauban.
Président du tribunal criminel du Lot, député du Conseil des Cinq-Cents en 1797, nommé, par Bonaparte (1769-1825), juge au tribunal criminel de la Seine puis président du tribunal criminel de Montauban, Tarn-et-Garonne en 1801, député du Lot au XIXe siècle.
Ses opinions, à ce qu'il parait [réf. nécessaire], ne sont d'abord pas favorables aux innovations révolutionnaire, et il est en butte aux premiers excès qui signalent cette époque. Il nous apprend lui-même, que les grenadiers du régiment de Touraine, excités contre lui, s'emparent de son domicile, brisèrent ses meubles, et qu'il n'évite d'être pendu par eux, qu'en se sauvant sur les toits de sa maison, et en allant se cacher à Toulouse. Cependant on voit qu'il s'accommode plus tard des changements qui s'opéraient ; car il accepte plusieurs des fonctions qui furent créées.
Nommé président du tribunal criminel de son département, le Lot, dans un temps ou les partis, qui triomphaient et succombaient tour-à-tour, s'envoyaient aussi tour-à-tour à l'échafaud, il sut concilier ses devoirs avec l'humanité, et rendit d'importants services à plusieurs proscrits, notamment au comte de La Roque Christophe Marie de Beaumont du Repaire (1731-1802) maréchal de camp, neveu de l'archevêque de Paris Christophe de Beaumont (1703-1781), à Madame de Fumel (Marie Joseph de Fumel 1757- ? Supérieure générale des Dames de l'institution du Saint Enfant Jésus ?) etc. Il raconte qu'il empêcha la vente d'un bien d'émigré produisant trente mille Francs de revenus, et que l'émigré, à sa rentrée en France, a recouvré cette belle propriété.
Jean-Baptiste Selves est élu en 1797, par son département, député au Conseil des Cinq-Cents ; mais cette élection est annulée par le coup d'État du 18 fructidor an V (4 septembre 1797) : Coup d'État du Directoire (Paul Barras (1755-1829) homme politique révolutionnaire et général de la Révolution, Louis-Marie de La Révellière-Lépeaux (1753-1824) homme politique, Jean-François Reubell (1747-1807) homme politique) avec le soutien de l'armée (Hoche, Augereau) contre les modérés et les royalistes du club de Clichy. François Barthélemy (1747-1830) et onze membres du Conseils des Anciens sont arrêtés et déportés
Bonaparte, arrivé au pouvoir, le nomma juge au tribunal criminel de la Seine ; il siégeait dans cette cour lors du procès fait en 1804 à Jean-Charles Pichegru (1761-1804) général de division de la Révolution, Georges Cadoudal (1771-1804) général chouan, Jean Victor Marie Moreau (1763-1813) général français de la Révolution et à un grand nombre d'agents des Bourbons, à l'occasion qui fut faite pour renverser Bonaparte et replacer l'autorité dans la maison des Bourbons. Jean-Baptiste Selves fut l'un des cinq membres qui opinèrent contre Moreau à la peine capitale. Lecourbe, son collègue, ayant, au retour du roi, en 1814, fait connaitre, dans une brochure, les circonstances des débats qui avaient eu lieu entre les douze juges, Selves lui répondit, et s'il ne se justifia pas auprès des esprits impartiaux, sur la sévérité de son opinion, il ne laissa du moins qu'un léger doute sur le peu de fondement du reproche qui lui était fait, d'avoir été un des juges qui, étant sortis de la chambre du conseil, pendant la délibération, allèrent, dans la pièce voisine, se concerter avec Pierre-François Réal (1757-1834) homme politique et juriste et Anne Jean Marie René Savary (1774-1833) général, et ne rougirent pas de céder aux suggestions de ces deux négociateurs, en vendant leur opinion à Bonaparte.
En 1811, n’ayant pas été compris dans l’organisation de la cour d’appel de Paris, il commença dès lors ces longs travaux de chicane qui l’ont rendu célèbre au palais. Dans une foule d’écrits il attaqua les avoués et les juges avec emportement et passion, mais souvent avec justice. De là de fréquents procès, de nombreuses persécutions, dont il a fait lui-même le récit prolixe, et qui ont duré jusqu’à sa mort, en 1823. Il est inhumé au cimetière du Père-Lachaise,. Son épitaphe : « Entêté jusqu’à l’agonie, il disputait contre la mort, qui soudain lui trancha la vie pour lui prouver qu’il avait tort. »
Il était un procédurier engagé dans plus de cent procès ce qui lui causa sa ruine.

## Vie familiale et descendance
Il s'est marié le 17 novembre 1786, Paroisse Saint Jacques à Montauban, 82000, Tarn et Garonne, avec Félicité Romet.
Il eut un fils : Henri Antoine Auguste Selves, né à Montauban le 2 juillet 1790, décédé le 14 octobre 1854 en l'asile de Charenton à Saint-Maurice (Val-de-Marne), imprimeur lithographe de l'Université, à Chevry-Cossigny, canton de Brie, département de Seine-et-Marne, conseiller général et député de Seine-et-Marne de 1837 à 1839.

## Publications
Parmi la cinquantaine d'écrits publiés par Selves, et la plupart relatifs à des affaires personnelles, on peut citer :
- Corps législatif. Conseil des Cinq-Cents. Rapport par J.-B. Selves, député du Lot, au nom d'une commission composée des représentants du peuple Deschamps, Albespy et Selves, sur les doubles élections du canton de Poujol, département de l'Hérault. Séance du 2 fructidor an V. In-8. Publication : Imprimerie nationale, Paris, fructidor an V 1797. Conservé à la BNF Tolbiac, département : Philosophie, histoire, sciences de l'homme, Cote : 8-LE43-1300, notice n° : FRBNF36355719
- Explication de l’origine et secret du vrai jury, etc., Paris, 1811, in-8.
- Tableau des désordres dans l’administration de la justice, et des moyens d’y remédier, ibid. 1812, 1815, IN-8.
- Les Droits de Louis XVIII sans nouvelle constitution. In-8. Publication : Guitel, Paris, 1814. Conservé à la BNF Tolbiac, département : Philosophie, histoire, sciences de l'homme, cote : 8-LB45-564, notice n° : FRBNF36449349
- Calamité judiciaire. 1re suite au Tableau des désordres de l'administration de la justice..., Paris, Les marchands de nouveautés, 1817, VIII-107 p.
- Au roi : la vérité sur l’administration de la justice, ibid., 1814 et Paris, Le Normant, 1818, 472 p.
- On lui attribue : Opinions et réflexions d’un viel étudiant en législation criminelle sur la procédure du maréchal Ney, etc., décembre 1815.
- Coalition contre l'auteur du tableau des désordres dans l'administration de la justice, 1818.
- Plan d'une nouvelle organisation judiciaire pour le criminel et pour le civil, in-8, Paris, Vve Cussac, 1818, IX-291 p.
- À la Chambre des Pairs. Comparaison très humble de mon projet de règlement avec celui qui a été présenté à la Chambre par les ministres, le 21 avril 1821. In-8, 16 pages. Publication : (Paris, ) : imprimerie de Doublet, Paris, (sans date). Conservé à la BNF Tolbiac, Département : Philosophie, histoire, sciences de l'homme, cote : 8-LE56-2, notice n° : FRBNF31350004
- Note contre le projet relatif à l'augmentation des juges du tribunal de la Seine, 24 juillet 1821, Paris, Impr. de Doublet, s. d., 8 p.
- Pronostic sur la loi de répression des délits de la presse en février 1822, à la chambre des pairs. (Signé : Selve... 11 février 1822). In-8, 11 pages. Publication : imprimerie de Chassaignon, Paris, (sans date). Conservé à la BNF Tolbiac, Département : Philosophie, histoire, sciences de l'homme, cote : 8-LB48-3644, notice n° : FRBNF34030887
- Au ministre de la Justice. L'Anti-processif : la calomnie des 2485 procès et mesure urgente pour réduire les procès à moins d'un dixième et les frais à moins de 25 millions pour le repos des Français et du trône, Paris, Dalibon, 1822.
- Œuvres sur l'administration de la justice, 1822.
- Vices de l'administration de la justice, Paris, Pillet aîné, 1825.
- Résultat de l'expérience contre le jury français et projet succinct d'un nouvel ordre judiciaire…. Conservé à la BNF Tolbiac, département : Droit, économie, politique, Cote : F-43290, notice n° : FRBNF33587225
- La mort aux procès, ouvrage destiné à perfectionner la procédure civile, à détruire le germe des neuf-dixièmes des procès…. Conservé à la BNF Tolbiac, département : Droit, économie, politique, cote : MFICHE F-40287, notice n° : FRBNF33493774
- Au Roi et à la Chambre des députés. Avertissement relatif à LL. EE. Les ministres de la Police et de la Justice, précédé d'une indication de quelques projets de lois très urgentes, et qui contribueroient surtout à rendre le budget moins affligeant et moins difficile à remplir, Paris, impr. de P. Gueffier, s. d., 16 p.

M. Mahul a donné la liste des ouvrages de Selves au tome IV de son Annuaire nécrologique